# Xã New Haven, Quận Olmsted, Minnesota
Xã New Haven (tiếng Anh: New Haven Township) là một xã thuộc quận Olmsted, tiểu bang Minnesota, Hoa Kỳ. Năm 2010, dân số của xã này là 1.184 người.